# Balbriggan
Balbriggan es una localidad situada en el condado de Dublín de la provincia de Leinster (República de Irlanda), Según el censo tiene una población de 21.722 habitantes en 2016.
Se encuentra ubicada al este del país, junto a la costa del mar de Irlanda, en el condado de Fingal (Dublín).

## Etimología
Según PW Joyce, el nombre proviene de Baile Brigin que literalmente significa "Brigin's Town".El nombre deriva  de "Brigin", que significa "Trucha Pequeña".
Sin embargo, muchos de los lugareños han sentido tradicionalmente Baile Brigin significa "Ciudad de las Pequeñas Colinas", debido a las colinas relativamente bajas que rodean la ciudad.

## Geografía
El río Bracken, también conocido como río Matt, que fluye a través de la ciudad, una vez formó un lago conocido localmente como "El Canal" o "Cabeza"(de agua). El agua se escurrió a través del canal y bajó por los túneles hasta el Molino Inferior, donde giró una rueda hidráulica para impulsar la maquinaria de fabricación de algodón. El muro de contención del embalse se derrumbó en la década de 1960 y el área se recuperó a través del relleno a principios de la década de 1980 para crear un parque público.

## Servicios
El pueblo es costero y tiene una playa de arena. Fue en algún momento un destino de vacaciones para las personas que de Dublin.
Balbriggan también es la ubicación de Sunshine Home, cuyo objetivo es proporcionar vacaciones a los niños más desfavorecidos del Gran Dublin. La casa es operada Sunshine Fund, una sucursal única de la sociedad de San Vicente de Paul que ofrece vacaciones de verano de una semana para niños de 7 a 11 años de las zonas desfavorecidas de Dublin, Meath, Wicklow y Kildare. El hogar construido para este fin ha sido anfitrión de estas vacaciones desde 1935, con más de 100.000 jóvenes que han pasado por sus puertas.

## Población
En 2011, aproximadamente el 31% de la población de la ciudad está clasificada como irlandesa no étnica , con un 12% de población negra. La población de la ciudad y sus alrededores se elevó sus cifras a casi 23.000 en 2015.

## Personajes Ilustres
- Harry Reynolds (1874-1940) Primer irlandés en ganar el campeonato mundial de ciclismo.

- Gertie Shields (1930-2015) Fundadora de "Madres contra el alcoholismo" y miembro del consejo municipal.

- Trevor Sagent (1960- actualidad) Exlíder del partido verde y Ministro de Estado para la alimentación y la Horticultura.

- Lesley Roy  (1987-actualidad) representante irlandesa de Eurovisión 2020 y 2021